# Episodi de Il genio criminale di Mr. Reeder (prima stagione)
La prima stagione della serie televisiva Il genio criminale di Mr. Reeder è stata trasmessa per la prima volta nel Regno Unito dalla ITV dal 23 aprile all'11 giugno 1969.
In Italia è andata in onda per la prima volta su Rai 1 tra il 5 ottobre 1977 e il 25 gennaio 1978, mescolando gli episodi con quelli della seconda stagione. Nel primo passaggio televisivo italiano, non è stato rispettato l'ordine cronologico originale degli episodi.
| nº | Titolo originale       | Titolo italiano          | Prima TV UK    | Prima TV Italia |
| -- | ---------------------- | ------------------------ | -------------- | --------------- |
| 1  | The Treasure Hunt      | Caccia al tesoro         | 23 aprile 1969 | 25 gennaio 1978 |
| 2  | The Stealer of Marble  | Un incontro importante   | 30 aprile 1969 | 5 ottobre 1977  |
| 3  | The Green Mamba        | Il mamba verde           | 7 maggio 1969  | 26 ottobre 1977 |
| 4  | Sheer Melodrama        | Melodramma a forti tinte | 14 maggio 1969 | 12 ottobre 1977 |
| 5  | The Strange Case       | Uno strano caso          | 21 maggio 1969 | 9 novembre 1977 |
| 6  | The Poetical Policeman | Il poeta poliziotto      | 28 maggio 1969 | 2 novembre 1977 |
| 7  | The Troupe             | I commedianti            | 4 giugno 1969  | 4 gennaio 1978  |
| 8  | The Investors          | Mexico S.p.A.            | 11 giugno 1969 | 19 ottobre 1977 |